# Livre bilingue
Un livre bilingue est un type de livre présentant un même contenu dans deux langues différentes (généralement la version originale et une traduction).
Il peut être mis en page de manière que les deux versions soient en regard l'une de l'autre et synchronisées (le plus souvent la page de gauche dans une langue, et celle de droite dans l'autre), afin de permettre au lecteur de comparer.
De tels livres sont utilisés pour l'enseignement des langues, les deux langues étant alors la langue maternelle de l'élève, et la langue étrangère qu'il souhaite apprendre.

## Histoire du livre bilingue

### Antiquité
On voit apparaître les premiers textes bilingues dès le troisième millénaire avant notre ère, dès les temps les plus anciens de l'écriture. On a retrouvé des lexiques sumérien/akkadien datant de 2400 av. J.-C. : les Akkadiens, après avoir conquis et soumis Sumer jusqu'à en faire disparaître la langue, auraient établi ces listes de vocabulaire, probablement utilisées dans la formation des scribes. Il existe des lexiques quadrilingues, mentionnant aussi le hourrite et l'ugaritique.
L'objet bilingue le plus célèbre de l'Antiquité est la Pierre de Rosette, datée de 196 av. J.-C. Elle présente un décret proclamant le culte divin du roi Ptolémée V, roi grec de la dynastie des Lagides qui gouverne l’Égypte depuis la mort d'Alexandre le Grand. Le texte y est inscrit en grec ancien et égyptien, soit dans trois écritures : l'alphabet grec, les hiéroglyphes et le démotique.
Le livre bilingue se développe à partir du IIIe siècle avec la propagation du christianisme dans l'Empire romain. Le corpus biblique est en soi bilingue : l'Ancien Testament est en hébreu et le Nouveau Testament en grec. Au IIIe siècle de notre ère, Origène, un érudit chrétien d'Afrique du Nord, établit pour son propre usage les Hexaples, où quatre traductions en grec ancien de l'Ancien Testament sont confrontées au texte hébreu.  Au IVe siècle est aussi réalisé un des plus anciens manuscrits bilingues de la Bible, le Codex Bezae Cantabrigiensis. Écrit en lettres onciales sur papier vélin, il présente une version du Nouveau Testament face à sa traduction latine ligne à ligne.

### Renaissance
Mais la production de textes bilingues reste marginale au Moyen Âge, à l'exception de textes officiels comme les Serments de Strasbourg en 842. Des manuscrits bilingues réapparaissent au XIVe siècle. C'est à la Renaissance que le livre bilingue connaît un véritable essor, parallèlement au développement de l'imprimerie, d'abord pour l'enseignement. On publie des listes de vocabulaire, comme le Vocabulary in French and English (1483), de William Caxton, des ouvrages pédagogiques, comme  L'esclarcissement de la langue françoyse de l'Anglais John Palsgrave, paru à Londres en 1530, des dictionnaires bilingues, comme le Dictionarium d'Ambrogio Calepino (1502). Ce dictionnaire bilingue latin-italien sera réédité sans cesse tout au long du siècle, chaque remaniement l'enrichissant d'ajouts. En 1588, à sa dernière édition, l'ouvrage comporte onze langues différentes. En France, c'est le célèbre imprimeur Robert Estienne qui produira Le Dictionnaire français-latin, autrement les Mots français et la manière d'user d'iceux, tournés en latin, daté de 1538.
La littérature ancienne est le deuxième domaine du livre bilingue à la Renaissance. Les poètes grecs anciens font donc l'objet de traductions et d'éditions bilingues. Au milieu du XVIe siècle, éditer les classiques grecs en version bilingue, gréco-latine, avec des traductions juxtalinéaires, devient vite la spécialité des imprimeurs suisses de Bâle. Sont alors publiées les œuvres des plus grands auteurs grecs : Homère en 1551, Euripide en 1562. De même, le Français Jean Crespin, imprimeur installé à Genève à la suite des troubles religieux, publiera la plupart des poètes grecs en version bilingue entre 1550 et 1572.
La Bible est aussi publiée en version bilingue ou plurilingue. L'humaniste Érasme publie un Nouveau Testament bilingue grec-latin, avec une nouvelle traduction, en 1516. Simultanément, le cardinal espagnol Ximénès de Cisneros initie un projet d'édition de la Bible plus impressionnant : il s'agit de réaliser une Bible trilingue, en hébreu, grec et latin, avec le concours de savants juifs et d'universitaires d'Alcalá. L'ouvrage, appelé Polyglotte d'Alcala ou la Complutense, paraît en six volumes de 1514 à 1520. D'autres Bibles polyglottes seront publiées, à Anvers par l'imprimeur Christophe Plantin de 1569 à 1572, la Polyglotte de Paris en 1645 et la Polyglotte de Londres de 1654 à 1657.
Des romans à succès de la littérature de la Renaissance sont édités en versions bilingues, comme lHistoria de Grisel y Mirabella de Juan de Florès, qui circule en version franco-italienne, franco-italo-espagnole, etc. Des ouvrages de tout domaine sont imprimés en version bilingue : des livres de civilité comme le livre italien La institutione di una fanciulla nata nobilmente / L'institution d'une fille de noble maison de Giovan Michele Bruto (1555) ; des livres de botanique comportent des index plurilingues, tel les Icones animalium quadrupedum de Conrad Gesner (Zurich, 1553) dont le recueil de planches porte les noms en plusieurs langues des espèces présentes.  L'imprimeur Christophe Plantin d'Anvers publie un ouvrage qui a un retentissement politique international, le livre commémoratif des obsèques de Charles Quint, La Magnifique et Somptueuse Pompe funèbre, en cinq langues.

### DuXXesiècleà nos jours
Le trait marquant du livre bilingue au XXe siècle est son extension à plus de publics et plus de domaines. Aussi, le livre bilingue se généralise, dans les mêmes domaines et avec les mêmes visées qu'à sa création : textes techniques ou officiels, documents pédagogiques, littérature en langues anciennes, littérature en langues vivantes. En ce qui concerne les textes classiques latins et grecs, la Société d'édition Les Belles Lettres est fondée en 1919 à l'initiative de l'association Guillaume Budé. Cette maison d'édition réédite dans la Collection des Universités de France (C.U.F.) les textes grecs et latins en version bilingue, avec une nouvelle traduction française en vis-à-vis. Cette création inspirera l'éditeur F. Aubier qui crée la Collection bilingue des classiques allemands en 1929 : il publie les philosophes allemands, puis les littérateurs. Au fur et à mesure de leur développement, les éditions Aubier s'ouvriront aux classiques dans d'autres langues, notamment dans le domaine anglophone. À la fin du XXe siècle, les grandes maisons d'édition ont toute leur collection de poches bilingues : GF, Folio, Livre de Poche (Hachette) bilingue.
Actuellement, les tendances de l'édition bilingue sont : le développement du secteur jeunesse, l'ouverture à de nouveaux domaines linguistiques (langues régionales, asiatiques, africaines, arabe, créole...) et la concurrence entre supports numériques et livre papier, notamment en ce qui concerne les dictionnaires.